# تابوچه
تابوچه (به لاتین: Taboche) یک کوه در نپال است که در منطقه ساگارماسا واقع شده‌است. تابوچه ۶٬۴۹۵ متر بالاتر از سطح دریا واقع شده‌است.